# Bagadais à bec rouge
Prionops caniceps
Espèce
Statut de conservation UICN

 LC  : Préoccupation mineure
Le Bagadais à bec rouge (Prionops caniceps) est une espèce de passereaux de la famille des Vangidae.
Son aire s'étend à travers la forêt guinéenne de l'Ouest africain.